# Plat darmwier
Plat darmwier (Ulva compressa, synoniem: Enteromorpha compressa) is een algensoort, behorende tot de groenwieren (Chlorophyta). Het is een zeewiersoort die kan worden gevonden in Noord-Amerika, de Middellandse Zee en in heel Afrika en Australië. Totdat ze door genetisch werk, dat in de vroege jaren 2000 werd voltooid, werden geherclassificeerd waren de buisvormige leden van het zeesla-geslacht Ulva in het geslacht Enteromorpha geplaatst.

## Kenmerken
Plat darmwier is groen gekleurd en wordt maximaal 60 cm lang en meestal tussen 0,5 mm tot 2 cm breed. De plantvorm (thallus) bestaat uit afgeplatte (samengedrukte) buizen die vooral aan de voet veelvuldig vertakt zijn. Deze vertakkingen, die op sommige plaatsen ingesnoerd zijn, kunnen over het hele thallus voorkomen.

## Verspreiding
Deze soort is wijdverspreid in zeer voedselrijke wateren over de hele wereld, zowel in de Noord- en Zuid-Atlantische Oceaan als in de Grote Oceaan. De soort kan worden gevonden in de intergetijdengebied op beschutte tot open kustplaatsen, onder andere op stenen, andere wieren en hout. Op een nieuwe dijkglooiing is plat darmwier vaak een van de eerste soorten die er groeit.

## Consumptie en productie
De plant wordt op grote schaal geproduceerd in China, Japan en Korea. De soort is eetbaar door zowel dieren als mensen, vanwege het hoge gehalte aan voedingsstoffen en goede smaak. Het wordt ook in verschillende cosmetica gebruikt om jeuk op de huid te voorkomen. Daarnaast wordt het gebruikt als meststof omdat het een breed scala aan mineralen aan de bodem toevoegt. 